# Sigrid Kaag
Sigrid Agnes Maria Kaag (Rijswijk (ZH), 2 november 1961) is een Nederlands diplomate en voormalig politica. Ze was  van januari 2024 tot 1 juli 2025 senior humanitair en wederopbouw coördinator voor Gaza bij de Verenigde Naties.
Namens Democraten 66 (D66) was zij van 10 januari 2022 tot 8 januari 2024 eerste vicepremier en minister van Financiën in het kabinet-Rutte IV. Tevens was zij partijleider van D66 tussen 4 september 2020 en 12 augustus 2023. 
Eerder was zij ondersecretaris-generaal bij de VN. Van oktober 2013 tot september 2014 leidde Kaag als ondersecretaris-generaal de ontwapeningsmissie die leidde tot de vernietiging van de chemische wapens in Syrië. Vanaf december 2014 tot haar eerste ministerschap was Kaag speciaal coördinator van de Verenigde Naties in Libanon (UNSCOL).
In 2017 maakte zij de overstap naar de politiek, toen zij minister voor Buitenlandse Handel en Ontwikkelingssamenwerking in het kabinet-Rutte III werd en later ook minister van Buitenlandse Zaken. Zij was lijsttrekker van D66 bij de Tweede Kamerverkiezingen van maart 2021 en vervolgens fractievoorzitter in de Tweede Kamer.

## Biografie

### Jeugd en studie
Kaag werd geboren in 1961 in Rijswijk als dochter van een klassiek pianist en ze groeide op in Zeist. Ze was leerling aan het Christelijk Lyceum Zeist. Ze had al op jonge leeftijd een brede interesse in politiek en internationale zaken. Ze begon haar studie Arabische taal en filologie aan de Universiteit Utrecht, maar behaalde in 1985 haar Bachelor of Arts in Midden-Oostenstudies aan de Amerikaanse Universiteit in Caïro. In 1987 behaalde ze een Master of Philosophy in internationale betrekkingen aan St Antony's College in Oxford en in 1988 een Master of Arts in de Politiek en Economie van het Midden-Oosten aan de Universiteit van Exeter. Ook studeerde Kaag aan de Franse École nationale d'administration (ENA) en volgde zij de leergang Buitenlandse Betrekkingen aan Instituut Clingendael.

### Begin carrière
Na haar studie werkte Kaag als analist voor Royal Dutch Shell in Londen. Later werkte ze voor het Nederlandse ministerie van Buitenlandse Zaken als plaatsvervangend hoofd van de Afdeling VN Politieke Zaken. Als diplomaat woonde en werkte Kaag in Beiroet, Wenen en Khartoem.

### Carrière bij de Verenigde Naties
Kaag begon haar werk voor de Verenigde Naties in 1994 als Senior-adviseur van de Deputy Special Representative van de Secretaris-Generaal in Khartoem, Sudan. Van 1998 tot 2004 was ze Chief of Donor Relations voor de Internationale Organisatie voor Migratie, en Senior Programme Manager bij het kantoor externe betrekkingen van UNRWA, de VN-organisatie voor steun aan Palestijnse vluchtelingen, in Jeruzalem. In het Midden-Oosten was Kaag verantwoordelijk voor de (deels bezette) Palestijnse gebieden, Libanon, Jordanië en Syrië.
Van 2007 tot 2010 was Kaag regionaal directeur Midden-Oosten/Noord-Afrika voor het VN-kinderfonds UNICEF. Van 2010 tot 2013 was Kaag assistent-secretaris-generaal bij het VN-Ontwikkelingsprogramma (UNDP), waar ze werkte als plaatsvervanger van de voormalig premier van Nieuw-Zeeland Helen Clark.

### VN Speciaal coördinator OPCW-VN Missie
Van oktober 2013 tot september 2014 leidde Kaag als speciaal coördinator de VN-OPCW-ontwapeningsmissie die leidde tot de vernietiging van de chemische wapens in Syrië. De ontwapeningsmissie ondernam de VN samen met de Organisatie voor het Verbod op Chemische Wapens (OPCW).
Op 13 oktober 2013 werd Kaag door VN Secretaris-General Ban Ki-moon genomineerd de missie te leiden. De VN Veiligheidsraad stemde drie dagen later over haar nominatie, waarna Kaag officieel de positie kreeg toegewezen. Kaag nam de leiding over een team van honderd experts dat de opdracht kreeg het chemische wapenprogramma van Syrië te vernietigen voor 30 juni 2014.
Vanaf december 2014 tot haar ministerschap was Kaag Special Coordinator van de Verenigde Naties in Libanon (UNSCOL).

### Minister in kabinet-Rutte III
Eind oktober 2017 werd Kaag door D66-leider Alexander Pechtold gebeld en gevraagd voor een ministerspost. Op 26 oktober 2017 werd Kaag vervolgens beëdigd als minister voor Buitenlandse Handel en Ontwikkelingssamenwerking in kabinet-Rutte III.

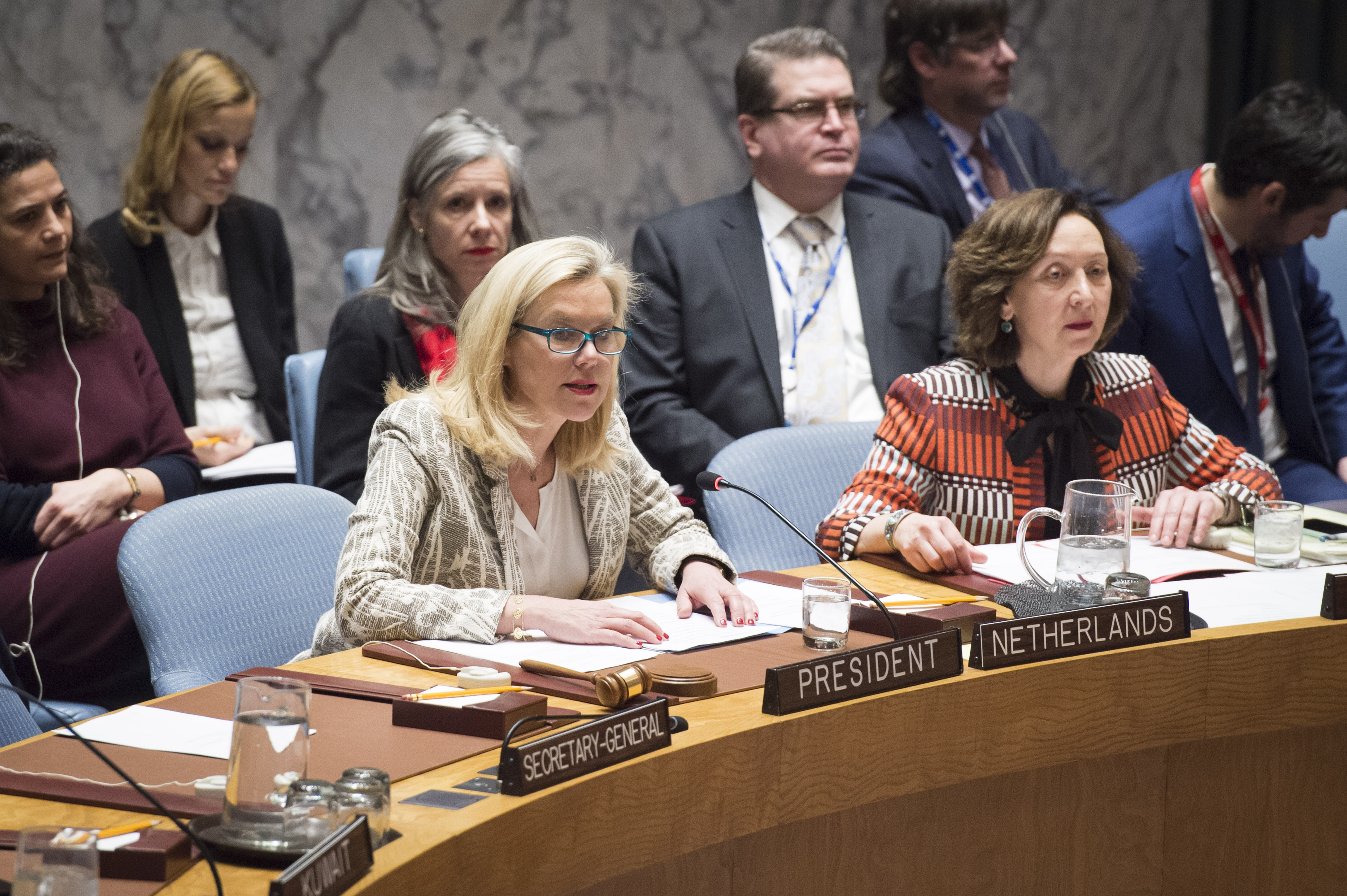
Minister Sigrid Kaag spreekt de VN Veiligheidsraad toe op 8 maart 2018

Toen op 13 februari 2018 minister van Buitenlandse Zaken Halbe Zijlstra opstapte, nam Kaag de taken waar tot op 7 maart 2018 Stef Blok beëdigd werd. Kaag was daarmee de eerste vrouwelijke minister van Buitenlandse Zaken van Nederland. Op 8 maart 2018 zat minister Kaag de VN-Veiligheidsraad voor in New York. In het kader van Internationale Vrouwendag bestond de Nederlandse delegatie onder Kaags voorzitterschap volledig uit vrouwen.
Sinds 2018 is Kaag lid van de World Bank/WHO Global Preparedness Monitoring Board (GPMB). In 2019 trad ze toe tot de World Economic Forum High-Level Group on Humanitarian Investing.

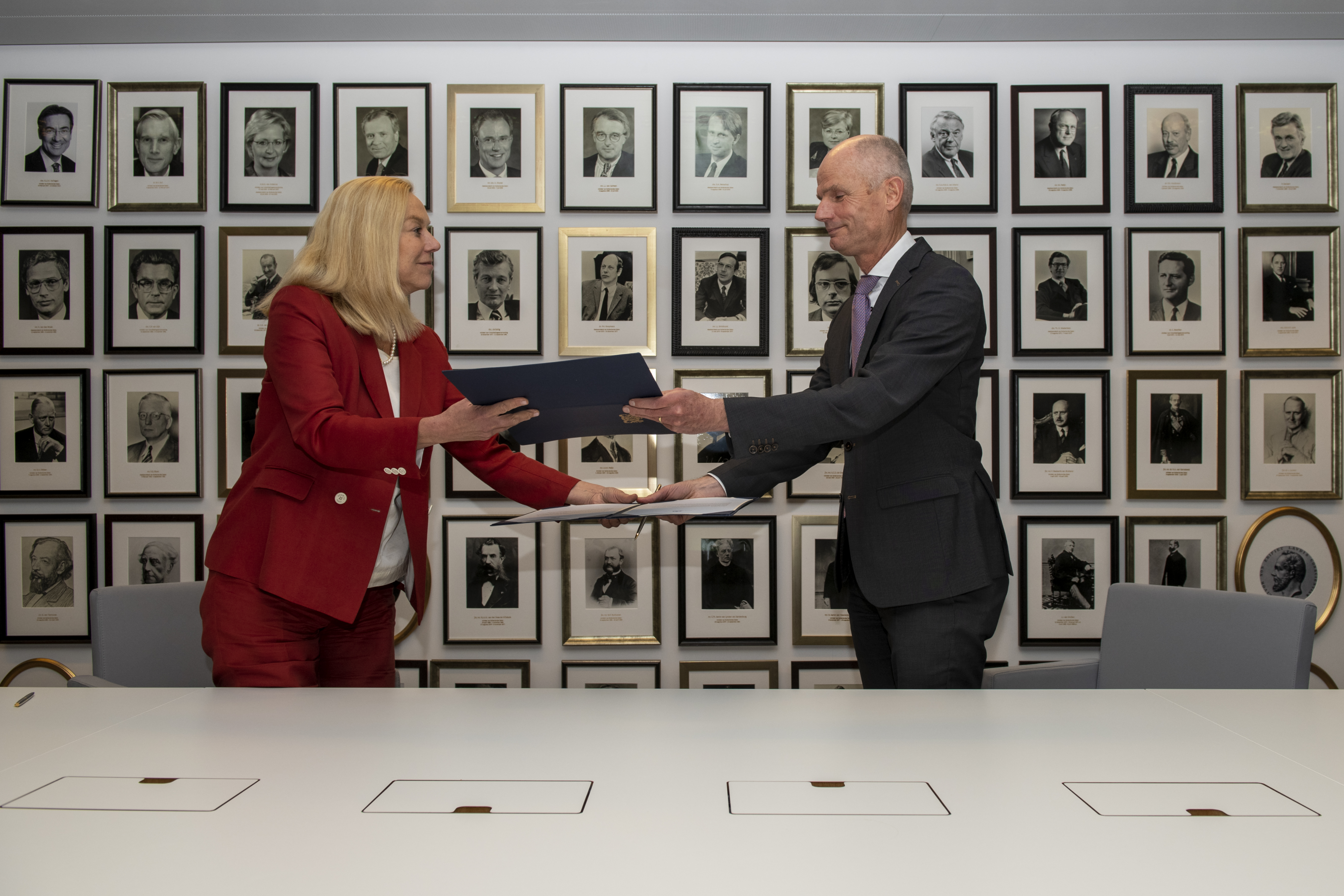
Minister van Buitenlandse Zaken Stef Blok draagt het ministerie over aan Kaag

Door wisselingen binnen het demissionaire kabinet werd Kaag op 25 mei 2021 benoemd tot minister van Buitenlandse Zaken. Deze functie combineerde zij tot 10 augustus 2021 met het ministerschap voor Buitenlandse Handel en Ontwikkelingssamenwerking. Daarna werd zij als minister voor Buitenlandse Handel en Ontwikkelingssamenwerking opgevolgd door een andere oud-diplomaat, Tom de Bruijn. Op 16 september 2021 steunde de Tweede Kamer een motie van afkeuring tegen haar. Een meerderheid verweet haar dat er in Afghanistan te laat was overgegaan tot de evacuatie van Nederlanders en van personen in dat land die werkzaam waren geweest voor Nederland. In reactie op de aanname van de motie van afkeuring kondigde Kaag aan ontslag aan te vragen als minister. De koning heeft haar op 17 september ontslag verleend. Ze werd opgevolgd door Ben Knapen.

### D66-leider
Al snel na toetreden tot kabinet werd er gespeculeerd over een kandidatuur van Kaag voor het lijsttrekkerschap van D66, een functie waarvoor een vacature was ontstaan na het opstappen van Alexander Pechtold. In die periode profileerde ze zich ook door toespraken te geven, vaak buiten haar eigen portefeuille als minister.
Op 21 juni 2020 stelde zij zich uiteindelijk kandidaat. Ook van Kajsa Ollongren en Rob Jetten werd gespeculeerd dat zij zich zouden kandideren, maar beiden zagen daar van af. De enige tegenstander was daarom het onbekende lid Ton Visser, waardoor Kaag de verkiezing won met 95,7 procent van de stemmen.
In de aanloop naar de verkiezingen werd op 3 januari 2021 de VPRO-documentaire Sigrid Kaag: van Beiroet tot Binnenhof uitgezonden. Hiervoor was Kaag enkele jaren gevolgd door documentairemakers. Al voor de uitzending was er ophef over de uitzenddatum zo vlak voor de verkiezingen. Na de verkiezingen publiceerde GeenStijl over de communicatie tussen de omroep en D66 over de documentaire, die zij verkregen hadden via een wob-verzoek. Daaruit bleek dat D66 wel degelijk inhoudelijk veel verzoeken had, waarvan een deel werd ingewilligd, hoewel dit vooraf werd ontkend. Ook het ministerie van Buitenlandse Zaken bemoeide zich ermee, waaronder de uitzenddatum van de documentaire. Aanvankelijk gaf Kaag aan dat dit niet op haar verzoek was, maar gaf al snel toe dat zij ervoor verantwoordelijk was. Naar aanleiding van deze berichtgeving verklaarde het Commissariaat voor de Media dat er geen reden was voor verder onderzoek, omdat de redactionele onafhankelijkheid niet geschonden lijkt te zijn.
De campagne van D66 voor de Tweede Kamerverkiezingen in maart 2021 met Kaag was succesvol. Ze wisten met vijf zetels te groeien tot een totaal van 24 zetels. Daarmee werden zij de op één na grootste partij, na de VVD. Ze trad per 31 maart 2021 toe tot de Tweede Kamer als fractievoorzitter.
Op 12 augustus 2023 werd bekend dat Rob Jetten de lijsttrekker zou worden voor de Tweede Kamerverkiezingen 2023, waarmee een einde kwam aan het partijleiderschap van Kaag.

### HJ Schoo-lezing
Tijdens haar HJ Schoo-lezing, georganiseerde door Elsevier Weekblad (EW) in debatcentrum de Rode Hoed op 6 september 2021, uitte ze felle kritiek op de politieke cultuur die volgens haar mede onder leiding van Rutte zou zijn ontstaan. Haar rede droeg als titel De roeping van mijn generatie. Wat vrij zijn van ons vraagt en is ook als boek verschenen (ISBN 978-94-6348099-4).

### Minister in kabinet-Rutte IV
Kaag trad per 10 januari 2022 aan als eerste vicepremier en minister van Financiën in het kabinet-Rutte IV. Ze werd daarmee de eerste vrouwelijke minister van Financiën van Nederland. Zij was als minister van Financiën verantwoordelijk voor diverse koopkrachtmaatregelen om de klappen van de Russische invasie van Oekraïne en de daaropvolgende energiecrisis op te vangen. Daarnaast slaagde zij erin de overheidsschuld als percentage van het bruto binnenlands product te verlagen.

### VN-coördinator voor Gaza
Kaag werd op 26 december 2023 door de secretaris-generaal van de Verenigde Naties, António Guterres, benoemd tot VN Senior Coördinator Humanitaire Hulp en Wederopbouw in Gaza, ter uitvoering van resolutie 2720 (2023) van de Veiligheidsraad van de Verenigde Naties, met als taak de humanitaire hulpzendingen naar Gaza te faciliteren, te coördineren, te versnellen en te verifiëren, ondersteund door het VN-Bureau voor Projectondersteunende Diensten. Koning Willem-Alexander verleende haar per 8 januari 2024 ontslag als minister van Financiën.
De eerste week werkte zij vanaf het hoofdkwartier in New York. Half januari betrok zij haar eigen kantoor. Vanwege gebrek aan medewerking door Israël werkte zij vanuit de Jordaanse hoofdstad Amman, met het streven later vanuit Egypte te werken en uiteindelijk te verhuizen naar Gaza. Tijdens het staakt-het-vuren van januari tot maart 2025 werden via haar organisatie hulpgoederen geleverd, maar door de escalatie van de Oorlog in Gaza konden de plannen voor de wederopbouw van Gaza niet worden gepresenteerd. Inmiddels is haar mandaat beëindigd.

### VN-gezant voor het Midden-Oosten
Op 17 januari 2025 werd Kaag eveneens aangesteld als Speciaal VN-gezant voor het Midden-Oosten, als tijdelijk opvolger van Tor Wennesland. Deze functie bekleedde ze tot 1 juli 2025. In een interview zei ze dat die functie in zijn huidige vorm beter kan worden opgeheven, omdat de Tweestatenoplossing op sterven na dood is en dat "als het gaat om vrede en veiligheid, de VN zichzelf echt moeten hervormen".

## Internationale functies

### Internationale organisaties
- Afrikaanse Ontwikkelingsbank (Engels: AfDB), ambtshalve lid van de raad van bestuur (Board of Governors) (sinds 2017)[41]
- Asian Development Bank (ADB; de Aziatische Ontwikkelingsbank), ambtshalve lid van de raad van bestuur (Board of Governors) (sinds 2017)[42]
- Europese Bank voor Wederopbouw en Ontwikkeling (Engels: EBRD), ambtshalve lid van de raad van bestuur (Board of Governors) (sinds 2017)[43]
- Inter-American Investment Corporation (IIC), ambtshalve lid van de raad van bestuur (Board of Governors) (sinds 2017)
- Joint World Bank-IMF Development Committee, plaatsvervangend lid[44]
- Multilateral Investment Guarantee Agency (MIGA), World Bank Group, ambtshalve plaatsvervangend lid van de raad van bestuur (Board of Governors) (sinds 2017)[45]
- Wereldbank, ambtshalve plaatsvervangend lid van de raad van bestuur (Board of Governors) (sinds 2017)
- OECD/UNDP Tax Inspectors Without Borders (TIWB), lid van de raad van bestuur (Governing Board) (sinds 2017)[45]
- Coalition of Finance Ministers for Climate Action (CFMCA), co-voorzitter (vanaf 1 april 2023)[46]
- Senior Humanitair en Wederopbouwcoördinator voor Gaza bij de VN, in uitvoering van Resolutie 2720 Veiligheidsraad Verenigde Naties (26 december 2023).[47]

### Non-profit organisaties
- P4G – Partnering for Green Growth and the Global Goals 2030, lid van de raad van bestuur (Board of Directors) (sinds 2019)[48]
- Generation Unlimited, bestuurslid (sinds 2018)
- International Gender Champions, (sinds 2017)[49]
- Global Commission on the Stability of Cyberspace, (2017)[50]

## Persoonlijk
Kaag is gehuwd met voormalig Palestijns schaduwminister voor gezondheidszorg en ambassadeur in Zwitserland Anis al-Qaq met wie zij vier kinderen heeft. Ze trouwde in 1993 met hem in Jeruzalem en verloor nadat haar huwelijk bekend werd bij Buitenlandse Zaken haar vertrouwensfunctie. Kaag is polyglot. Ze spreekt zes talen vloeiend: Nederlands, Engels, Frans, Spaans, Duits en Arabisch. Ze was de eerste Speciale Vertegenwoordiger van de VN met een profiel in het modeblad Vogue.

## Onderscheiding
- 2016 - Carnegie Wateler Vredesprijs[55]
- 2023 - Els Borst Netwerk Inspiratieprijs
- 2024 - Erelid D66